# ラッペーンランタ

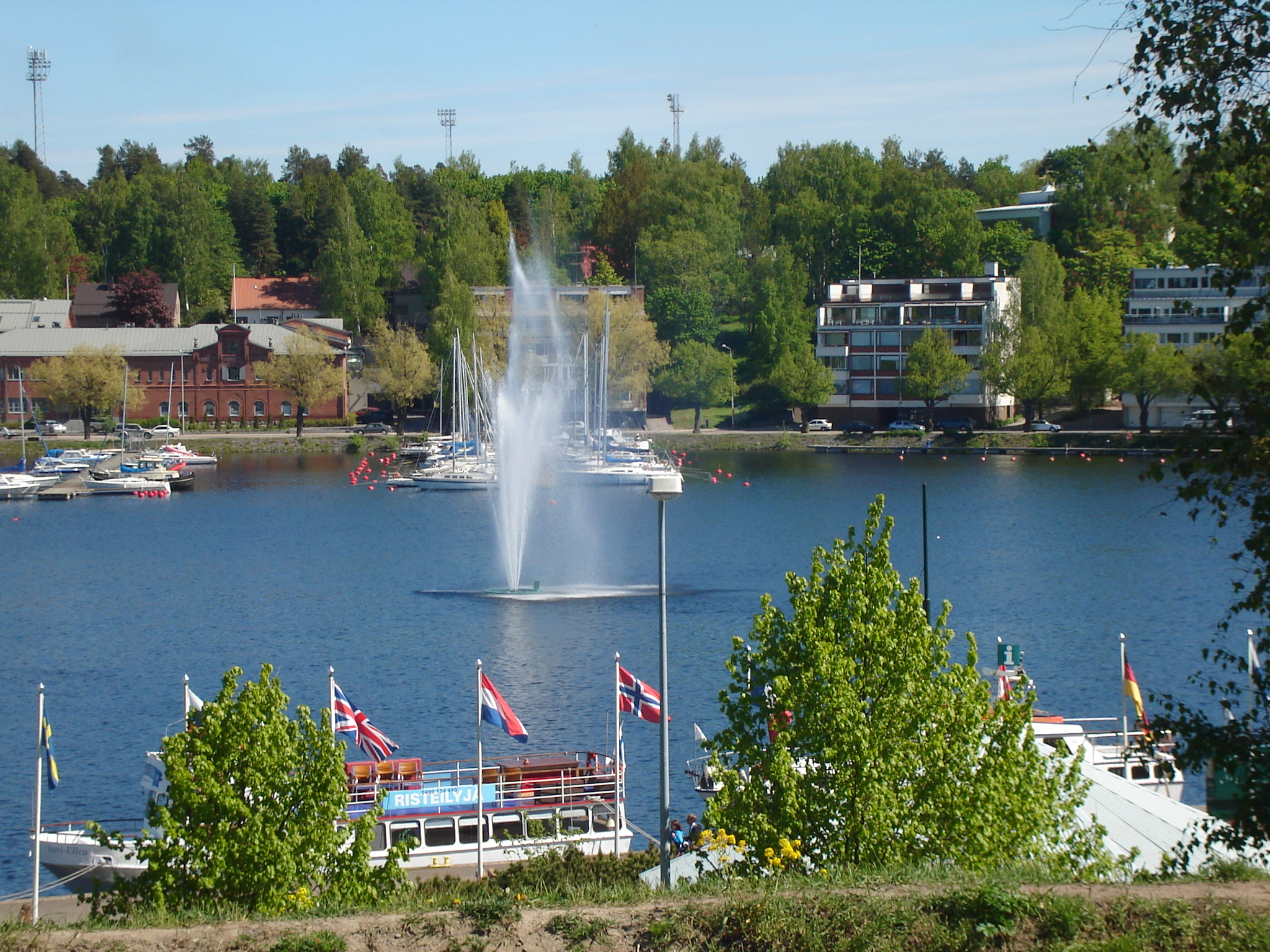
ラッペーンランタの港湾（2008年）

ラッペーンランタ（フィンランド語: Lappeenranta [ˈlɑpːeːnˌrɑntɑ]、スウェーデン語: Villmanstrand）は、フィンランド南東部の南カルヤラ県にある都市である。ラッペーンランタ郡に属する。
都市はフィンランド最大の湖であるサイマー湖の南岸にある。また、ロシア国境からは30kmほどの位置でもある。2009年1月1日にヨウツセノと、2010年1月1日にユラマーと合併した。

## 歴史
ラッペーンランタは16世紀から市場町として栄え、1649年にスウェーデンのクリスティーナ女王から憲章を与えられた。1721年から1743年まではKymmenegårdとSavonlinna provinceの首都であった。
1741年から1743年のロシア・スウェーデン戦争では激戦地となった。
郊外にヌイヤマー国境検問所がある関係から、ラッペンラータの大型ショッピングセンターにはロシアからの多くの観光客（買い物客）が訪れるなど、ロシア人相手の商売は長らく地域にとって重要な収入源となっていた。しかし、2022年ロシアのウクライナ侵攻後には、フィンランドとロシアの関係は冷却化。2023年11月18日にはヌイヤマーを含む検問所を閉鎖する措置を講じた。このことからラッペンラータからロシア人観光客の姿は消え、ショッピングセンターも休業に追い込まれた。

## 気候
| ラッペーンランタの気候   | ラッペーンランタの気候 | ラッペーンランタの気候 | ラッペーンランタの気候 | ラッペーンランタの気候 | ラッペーンランタの気候 | ラッペーンランタの気候 | ラッペーンランタの気候 | ラッペーンランタの気候 | ラッペーンランタの気候 | ラッペーンランタの気候 | ラッペーンランタの気候 | ラッペーンランタの気候 | ラッペーンランタの気候 |
| 月                       | 1月                    | 2月                    | 3月                    | 4月                    | 5月                    | 6月                    | 7月                    | 8月                    | 9月                    | 10月                   | 11月                   | 12月                   | 年                     |
| ------------------------ | ---------------------- | ---------------------- | ---------------------- | ---------------------- | ---------------------- | ---------------------- | ---------------------- | ---------------------- | ---------------------- | ---------------------- | ---------------------- | ---------------------- | ---------------------- |
| 最高気温記録 °C （°F）   | 7.5 (45.5)             | 7.5 (45.5)             | 14.8 (58.6)            | 24.0 (75.2)            | 30.7 (87.3)            | 32.7 (90.9)            | 34.6 (94.3)            | 33.6 (92.5)            | 27.1 (80.8)            | 19.2 (66.6)            | 11.4 (52.5)            | 9.2 (48.6)             | 34.6 (94.3)            |
| 平均最高気温 °C （°F）   | −4.0 (24.8)            | −3.8 (25.2)            | 0.9 (33.6)             | 7.9 (46.2)             | 15.3 (59.5)            | 19.6 (67.3)            | 22.4 (72.3)            | 20.4 (68.7)            | 14.5 (58.1)            | 7.1 (44.8)             | 1.7 (35.1)             | −1.5 (29.3)            | 8.38 (47.08)           |
| 日平均気温 °C （°F）     | −6.7 (19.9)            | −6.9 (19.6)            | −2.7 (27.1)            | 3.5 (38.3)             | 10.2 (50.4)            | 14.9 (58.8)            | 17.8 (64)              | 15.9 (60.6)            | 10.7 (51.3)            | 4.5 (40.1)             | −0.4 (31.3)            | −4.0 (24.8)            | 4.73 (40.52)           |
| 平均最低気温 °C （°F）   | −9.4 (15.1)            | −9.6 (14.7)            | −6.1 (21)              | −0.6 (30.9)            | 5.1 (41.2)             | 10.1 (50.2)            | 13.2 (55.8)            | 11.9 (53.4)            | 7.3 (45.1)             | 1.9 (35.4)             | −2.3 (27.9)            | −6.1 (21)              | 1.28 (34.31)           |
| 最低気温記録 °C （°F）   | −36.8 (−34.2)          | −33.3 (−27.9)          | −28.0 (−18.4)          | −16.8 (1.8)            | −6.0 (21.2)            | −1.2 (29.8)            | 4.4 (39.9)             | 1.7 (35.1)             | −4.8 (23.4)            | −12.1 (10.2)           | −21.1 (−6)             | −30.8 (−23.4)          | −36.8 (−34.2)          |
| 降水量 mm （inch）       | 44.0 (1.732)           | 34.5 (1.358)           | 34.2 (1.346)           | 28.7 (1.13)            | 41.0 (1.614)           | 57.1 (2.248)           | 71.4 (2.811)           | 73.0 (2.874)           | 57.5 (2.264)           | 63.5 (2.5)             | 57.8 (2.276)           | 48.7 (1.917)           | 611.4 (24.07)          |
| 平均降水日数 （≥1.0 mm） | 10.0                   | 8.0                    | 8.0                    | 7.0                    | 7.0                    | 8.0                    | 10.0                   | 12.0                   | 11.0                   | 12.0                   | 13.0                   | 12.0                   | 118                    |
| 平均月間日照時間         | 33.2                   | 72.6                   | 132.3                  | 179.9                  | 262.6                  | 267.0                  | 259.9                  | 209.1                  | 123.6                  | 71.6                   | 24.5                   | 18.7                   | 1,655                  |
| 出典：NOAA               |                        |                        |                        |                        |                        |                        |                        |                        |                        |                        |                        |                        |                        |

## ラッペーンランタ出身の人物
- ハンナ・パカリネン - 歌手。
- ヤスカ・ラーチカイネン - ドラマー。ラッペーンランタ生まれ、エスポー育ち。

## 姉妹都市
- ラクヴェレ（エストニア）
- Stykkishólmur（アイスランド）
- ドランメン（ノルウェー）
- エレブルー（スウェーデン）
- コリング（デンマーク）
- クリン（ロシア）
- ヴィボルグ（ロシア）
- シュヴェービッシュ・ハル（ドイツ）
- ソンバトヘイ（ハンガリー）
- Lake Worth, Florida（アメリカ合衆国）